# Marie-Alexandre Guénin
Marie-Alexandre Guénin (* 20. Februar 1744 in Maubeuge; † 22. Januar 1835 in Étampes) war ein französischer Violinist und Komponist im Zeitalter der Klassik.

## Leben

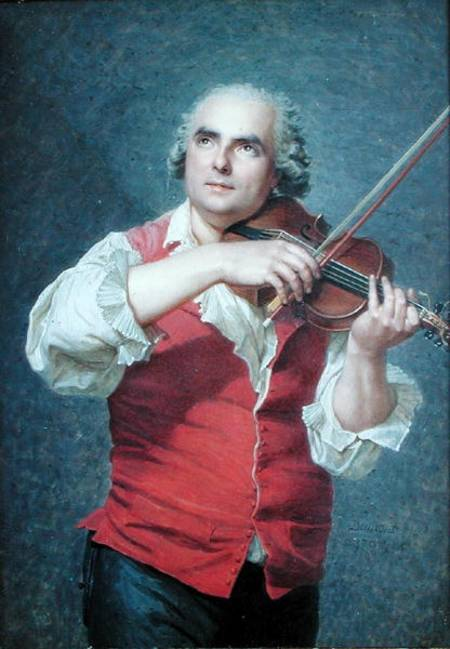
Marie-Alexandre Guénin

Marie-Alexandre Guénin begann im Alter von 6 Jahren mit dem Violinunterricht bei Jean Vanderbelen, Musikdirektor der Kirche St. Pierre, der einige Jahre zuvor François-Joseph Gossec unterrichtet hatte. 1760 kam Guénin nach Paris, um seine Ausbildung im Violinspiel bei Pierre Gaviniès und Nicolas Capron (um 1740–1784) fortzusetzen. In Paris begegnete er dem aus seiner Heimat, dem Hennegau, stammenden François-Joseph Gossec, der ihm wahrscheinlich einen Posten als Geiger bei der Freimaurerloge „Société académique des enfants d'Appollon“ vermittelte. Guénin blieb 60 Jahre lang Mitglied dieser Loge.
Gossec gab dem jungen Guénin Unterricht in Harmonielehre und Komposition, dankbar widmete dieser Gossec 1768 seine ersten Kompositionen, die „Six trios/ dont les trois premiers ne doivent s'éxecuter/ qu'à trois et les autres avec tout l'orchestre....“ welche erfolgreich angenommen wurden. Im gleichen Jahr veröffentlichte Guénin sein aus 2 Violinkonzerten bestehendes Opus 2. In den 1770er Jahren zählte man Guénin neben Jean-Marie Leclair, Pierre Gaviniès, Pierre Rode, Pierre Baillot, Nicolas Capron und einigen anderen zum Kreis der erfolgreichsten Violinisten Frankreichs.
1773 hatte Guénin an der Seite von Nicolas Capron seinen ersten Auftritt als Solist beim Concert spirituel in einer Konzertanten Sinfonie von Jean-Baptiste Davaux. Durch Gossecs Vermittlung, dem damaligen Leiter der Institution, fand Guénin 1776 eine Anstellung als Stimmführer der 2. Violinen beim Concert spirituel. 1777 wurde er neben Joseph Legros (1739–1793) Leiter des Concert spirituel. Neben dieser Tätigkeit übernahm er die Intendanz der Hofmusik beim Prince de Condé, Anfang 1778 gehörte er zu den Musikern der Chambre du roi in Versailles, wo er im Palais du Trianon auf Wunsch von Königin Marie-Antoinette mehrere Privatkonzerte gab. 1780 wurde Guénin Konzertmeister beim Concert spirituel und zwei Jahre später an der Pariser Oper, diese Position besetzte er während 30 Jahren.
Neben seiner musikalischen Begabung verstand es Guénin, sich mit einflussreichen Gönnern aus Freimaurerkreisen zu umgeben. Anlässlich der Einführung Voltaires in die Loge am 7. April 1778 im Beisein von Benjamin Franklin, Minister der Vereinigten Staaten von Amerika, führte Guénin seine 3. Sinfonie aus seinem Opus 4 auf.
1783 war Guénin maßgeblich an der Gründung einer Musikschule nach dem Vorbild italienischer Konservatorien beteiligt. Es entstand die „École royale de chant et de déclamation“, welche ein Vorläufer des 1795 gegründeten Conservatoire National de Musique war. In dieser Schule übernahm Guénin die Violinklasse, welche er bis 1791 leitete.
In den ersten Revolutionsjahren behielt Guénin seine Konzertmeisterstellungen beim Concert spirituel und an der Oper. Nach der Gründung des Konservatoriums blieb Guénin einer der Violinlehrer, bis er 1803 durch Rodolphe Kreutzer ersetzt wurde. Danach verlor er sämtliche Ämter und erhielt lediglich eine kleine Rente. Für den Zeitraum zwischen 1803 und 1809 gibt es keine Aussagen, sicherlich hat er privaten Unterricht und einige Konzerte gegeben. Anfang 1809 war er als Bratschist im Hoforchester des abgedankten spanischen Königs Karl IV. in dessen Exil in Marseille. Dort lernte er den bekannten Cellisten Jean-Louis Duport (1749–1819) kennen und komponierte unter anderem sein Bratschenkonzert op. 14 sowie drei Duos für Violine und Cello. Nach einem kurzen Aufenthalt in Rom kehrte er nach Paris zurück und erhielt durch Vermittlung von Luigi Cherubini eine Stelle als Geiger in der „Chapelle Royale des Tuileries“ von König Ludwig XVIII. Sein letzter bekannt gewordener Auftritt fand im Oktober 1822 bei der „Société Académique des Enfants d'Apollon“ statt. 1823 zog er sich auf das Anwesen seiner Tochter in Étampes zurück, wo er 1835 im Alter von 91 Jahren verstarb.
Sein Sohn Hilaire-Nicolas Guénin (* 1773) war Pianist und Komponist.

## Werke (Auswahl)
- Op. 1: 6 Trios, dont les trois prémiers ne doivent s’éxcuter qu’à trois, et les autres avec tout l’Orchestre (Paris, ca. 1780)
- Op. 2: 2 Violinkonzerte
- Op. 3: 6 Duos pour deux Violons (Paris)
- Op. 4: 3 Simphonies a premier et second Dessus, Alto, Basse, deux Hautbois obligés et deux Cors ad Libitum (Paris)
- Op. 5: 3 Sonnates pour le Clavecin ou le Piano Forte avec Accompagnement de Violon (Paris)
- Op. 6: 3 Simphonies à premier et second Dessus, Alto, Basse, deux Hautbois, & deux Cors (Paris, 1788)
- Op. 7: 3 Quatuors pour deux Violons Alto et Basse (Paris)
- Op. 9: 3 Sonates pour le Violon avec Accompagnement d’un second Violon (ad Libitum) (Mainz)
- Op. 10: Sonates
- Op. 13: 3 Duos
- Op. 14: Concerto pour alto et orchestre
- Op. 18: 3 Duos faciles pour deux violoncelles